# Foire internationale de Bordeaux
La foire internationale de Bordeaux est un marché permanent dans le parc des expositions de Bordeaux, situé dans la ville de Bordeaux, en France.

## Origine
Depuis le début du XIIIe siècle, Bordeaux est une ville de foires. La foire internationale de Bordeaux est l'héritière d'une tradition marchande de 700 ans d'échanges[réf. nécessaire].

### Histoire
Au printemps 1214, Jean sans Terre, roi d'Angleterre et duc d'Aquitaine, accorde aux bourgeois de Bordeaux le privilège de créer une foire aux vins. En 1295, Philippe le Bel confirme les privilèges des Bordelais et leur permet d'organiser des foires franches. Édouard le troisième en 1341 institue deux foires bordelaises, de seize jours chacune, à l'ascension et à la saint Martin. Dès lors, Bordeaux est une ville de foires, confirmées par Charles VII au retour des Français en Guyenne.
En 1853, la municipalité de Bordeaux donne aux foires bordelaises la place des Quinconces[réf. souhaitée]. Elles y resteront plus d'un siècle. La foire déménage au parc des expositions de Bordeaux en 1969. Elle dispose de 30 ha, avec un hall bordant un lac sur une longueur de 847 mètres et offrant une surface utile de 50 400 m2.
La foire internationale est ouverte 300 jours par an. Pour sa 97e édition, elle rassemblait, au printemps 2018, sur une superficie de 200 000 m2, 1 200 exposants et offrait à ses visiteurs une parade du Cirque du Soleil, le traditionnel salon de l'agriculture, deuxième salon agricole national derrière celui de Paris et une exposition muséale, étendue sur 2 000 m2 et dédiée à la Californie,.